# 和田弘
和田 弘（わだ ひろし、1931年（昭和6年）2月15日 - 2004年（平成16年）1月5日）は、日本の歌手・ギタリスト。スティール・ギター奏者で和田弘とマヒナスターズのリーダー。専修大学卒業。

## 経歴
東京府東京市本郷区（現東京都文京区本郷）出身。父は製本業を営んでいた。
幼い頃からオルガンに親しみ、銀座日本劇場で灰田晴彦とモアナ・グリー・クラブの演奏を聴いてスティール・ギターに傾倒。兄の同級生である浜口庫之助に弟子入りし、ハワイアンミュージシャンになる。
1949年（昭和24年）4月、専修大学に入学。在学中にリリー・アイランダースを結成し、自らリーダーを務めた。
1950年（昭和25年）4月、バッキー白片とアロハ・ハワイアンズにギタリストとして加入。
1953年（昭和28年）、山口銀次（ウクレレ）・鈴木揚介（ギター）とともにアロハ・ハワイアンズから独立し、「山口銀次とマヒナスターズ」を結成。歌手デビュー。
1954年（昭和29年）、山口の引退により後任のリーダーとなる。同年、嶋岡美穂子とクインシスターズのギタリストだった長沢途枝子と結婚。
1957年（昭和32年）、日本初のコーラスグループとしてビクター・レコードよりデビュー。その後「泣かないで」、「夜霧の空の終着港」、「グッド・ナイト」、「誰よりも君を愛す」、「お百度こいさん」、「北上夜曲」、「寒い朝」、「島のブルース」、「お座敷小唄」、「愛して愛して愛しちゃったのよ」など数多くのヒット曲を世に送り出す。
歌の他、「ウナ・セラ・ディ東京」和田弘とマヒナスターズバージョンなど一部の楽曲の編曲も行っていた。
2004年（平成16年）1月5日、腎臓疾患の治療のために通院した神奈川県川崎市内の病院にて、待ち時間に突如として不整脈を発症、直ちに治療が行われたが午前9時15分に死亡が確認された。72歳没。

## エピソード
ビートたけしが、1994年（平成6年）バイク事故から復帰した際、「顔面マヒナスターズ」と一声を発したが、これに対し、文句を言うどころか、逆に和田は「マヒナスターズ」加入を歓迎するような発言を行った。

## 評伝
- 伊東強『マヒナ主義　和田弘』（1995年、サンクリエイト）